# جری جونز
جری جونز (انگلیسی: Jerry Jones؛ زادهٔ ۱۳ اکتبر ۱۹۴۲) بازرگان بیلیونر آمریکایی و صاحب تیم دالاس کاوبویز در لیگ ملی فوتبال می‌باشد. او از سال ۱۹۸۹ مالک این تیم است. جونز زاده لس آنجلس و ساکن دالاس است. جونز محصل دانشگاه آرکانزاس و عضو سابق کاپا سیگما است. او در دوران دانشجویی به عنوان بازیکن فوتبال آمریکایی فعالیت می‌کرد و بعد وارد دنیای تجارت شد. جونز بعد از چندین شکست در زمینه تجارت، وارد صنعت استخراج نفت در آرکانزاس شد.
در اکتبر ۲۰۱۹، سرمایه جری جونز توسط مجله فوربس نزدیک به ۸/۴ میلیارد دلار تخمین زده‌شده.